# 24 uur van Le Mans 2005

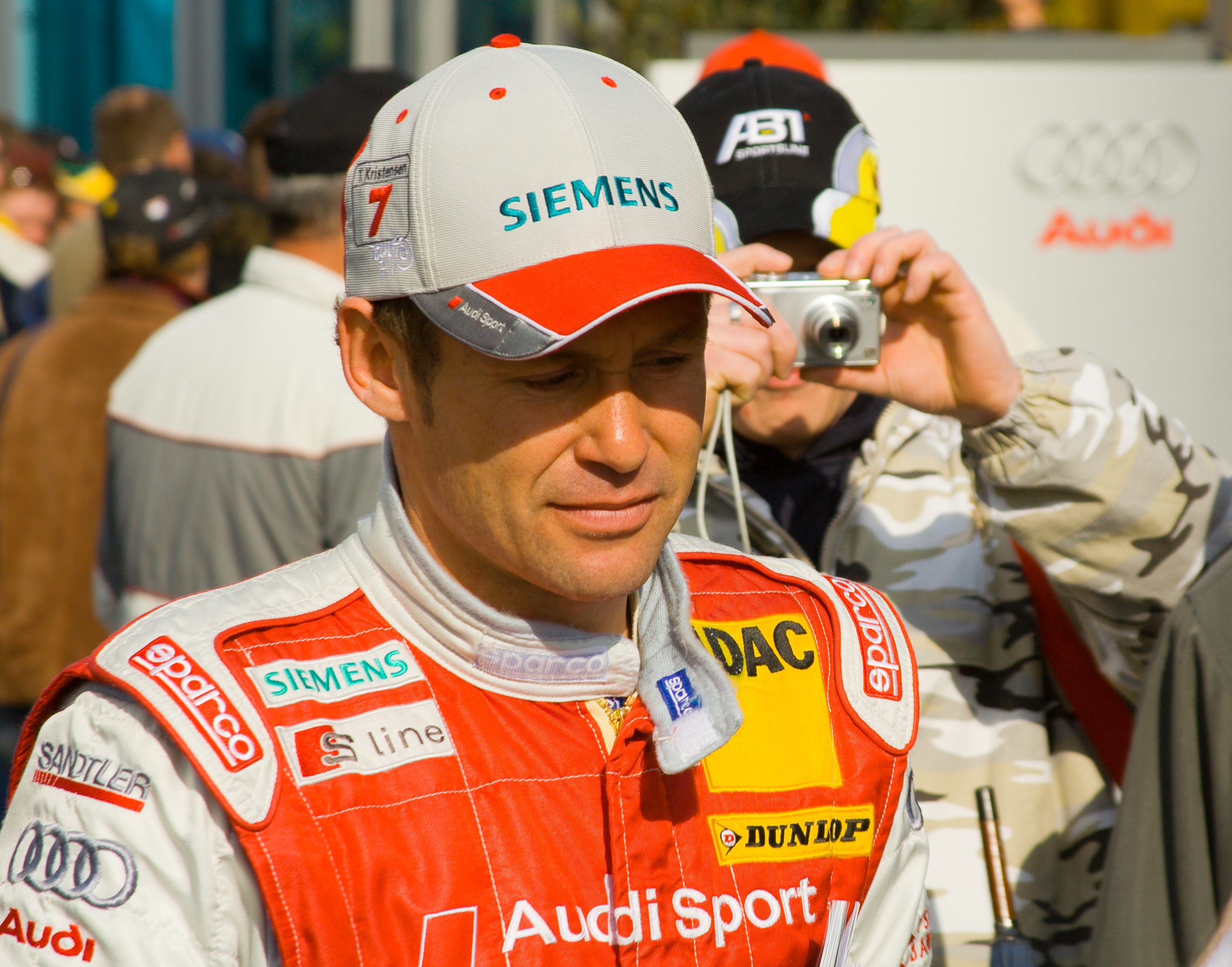
Tom Kristensen (afgebeeld in 2006) nam het record van meeste Le Mans-zeges over van Jacky Ickx.

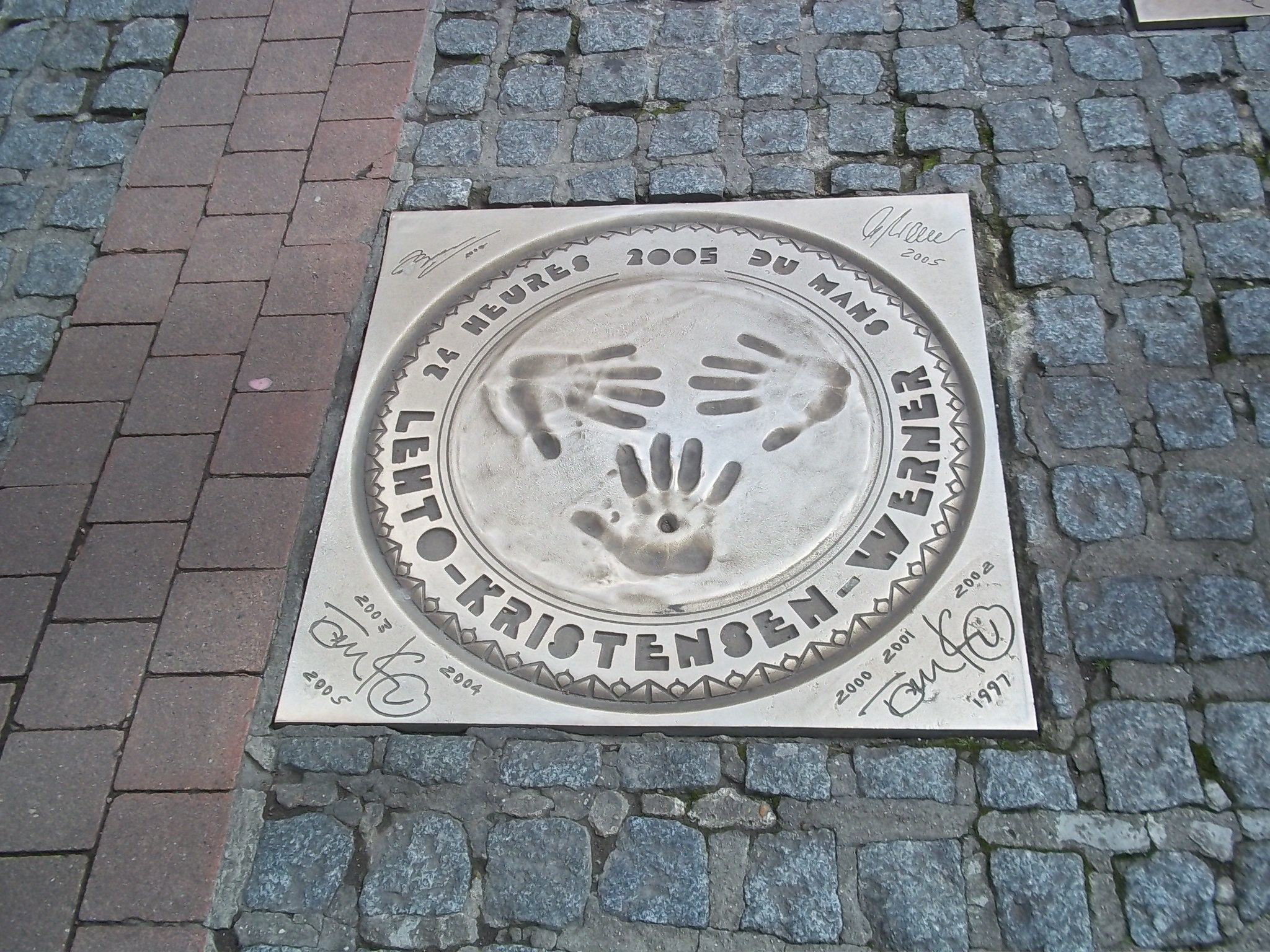
Handafdrukken van de winnende coureurs in de Hall of Fame in Le Mans.

De 24 uur van Le Mans 2005 was de 73e editie van deze endurancerace. De race werd verreden op 18 en 19 juni 2005 op het Circuit de la Sarthe nabij Le Mans, Frankrijk.
De race werd gewonnen door de ADT Champion Racing #3 van Tom Kristensen, JJ Lehto en Marco Werner. Voor Werner was het zijn eerste overwinning en voor Lehto zijn tweede. Kristensen behaalde zijn zevende Le Mans-zege en zijn zesde op een rij, waardoor hij het record van Jacky Ickx, die in 1982 zijn zesde en laatste 24 uur van Le Mans won, wist te verbreken. De LMP2-klasse werd gewonnen door de Ray Mallock Ltd. (RML) #25 van Thomas Erdos, Mike Newton en Warren Hughes. De GT1-klasse werd gewonnen door de Corvette Racing #64 van Oliver Gavin, Olivier Beretta en Jan Magnussen. De GT2-klasse werd gewonnen door de Alex Job Racing #71 van Mike Rockenfeller, Marc Lieb en Leo Hindery.

## Race
Winnaars in hun klasse zijn vetgedrukt.
- Auto's die minder dan 75% van de afstand van de winnaar (277 ronden) hadden afgelegd en auto's die de laatste ronde niet waren gefinisht, werden niet geklasseerd.

| Pos. | Klasse | No. | Team                                              | Coureurs                                              | Chassis                   | Banden | Ronden |
| Pos. | Klasse | No. | Team                                              | Coureurs                                              | Motor                     | Banden | Ronden |
| ---- | ------ | --- | ------------------------------------------------- | ----------------------------------------------------- | ------------------------- | ------ | ------ |
| 1    | LMP1   | 3   | ADT Champion Racing                               | Tom Kristensen JJ Lehto Marco Werner                  | Audi R8                   | M      | 370    |
| 1    | LMP1   | 3   | ADT Champion Racing                               | Tom Kristensen JJ Lehto Marco Werner                  | Audi 3.6L Turbo V8        | M      | 370    |
| 2    | LMP1   | 16  | Pescarolo Sport                                   | Emmanuel Collard Jean-Christophe Boullion Érik Comas  | Pescarolo C60 Hybrid      | M      | 368    |
| 2    | LMP1   | 16  | Pescarolo Sport                                   | Emmanuel Collard Jean-Christophe Boullion Érik Comas  | Judd GV5 5.0L V10         | M      | 368    |
| 3    | LMP1   | 2   | ADT Champion Racing                               | Frank Biela Allan McNish Emanuele Pirro               | Audi R8                   | M      | 364    |
| 3    | LMP1   | 2   | ADT Champion Racing                               | Frank Biela Allan McNish Emanuele Pirro               | Audi 3.6L Turbo V8        | M      | 364    |
| 4    | LMP1   | 4   | Audi PlayStation Team Oreca                       | Franck Montagny Jean-Marc Gounon Stéphane Ortelli     | Audi R8                   | M      | 362    |
| 4    | LMP1   | 4   | Audi PlayStation Team Oreca                       | Franck Montagny Jean-Marc Gounon Stéphane Ortelli     | Audi 3.6L Turbo V8        | M      | 362    |
| 5    | GT1    | 64  | Corvette Racing                                   | Oliver Gavin Olivier Beretta Jan Magnussen            | Chevrolet Corvette C6.R   | M      | 349    |
| 5    | GT1    | 64  | Corvette Racing                                   | Oliver Gavin Olivier Beretta Jan Magnussen            | Chevrolet LS7R 7.0L V8    | M      | 349    |
| 6    | GT1    | 63  | Corvette Racing                                   | Ron Fellows Max Papis Johnny O'Connell                | Chevrolet Corvette C6.R   | M      | 347    |
| 6    | GT1    | 63  | Corvette Racing                                   | Ron Fellows Max Papis Johnny O'Connell                | Chevrolet LS7R 7.0L V8    | M      | 347    |
| 7    | LMP1   | 10  | Racing for Holland                                | Jan Lammers Elton Julian John Bosch                   | Dome S101                 | D      | 346    |
| 7    | LMP1   | 10  | Racing for Holland                                | Jan Lammers Elton Julian John Bosch                   | Judd GV4 4.0L V10         | D      | 346    |
| 8    | LMP1   | 12  | Courage Compétition                               | Dominik Schwager Alexander Frei Christian Vann        | Courage C60H              | Y      | 339    |
| 8    | LMP1   | 12  | Courage Compétition                               | Dominik Schwager Alexander Frei Christian Vann        | Judd GV4 4.0L V10         | Y      | 339    |
| 9    | GT1    | 59  | Aston Martin Racing                               | David Brabham Stéphane Sarrazin Darren Turner         | Aston Martin DBR9         | M      | 333    |
| 9    | GT1    | 59  | Aston Martin Racing                               | David Brabham Stéphane Sarrazin Darren Turner         | Aston Martin 6.0L V12     | M      | 333    |
| 10   | GT2    | 71  | Alex Job Racing BAM! Motorsport                   | Mike Rockenfeller Marc Lieb Leo Hindery               | Porsche 911 GT3-RSR       | Y      | 332    |
| 10   | GT2    | 71  | Alex Job Racing BAM! Motorsport                   | Mike Rockenfeller Marc Lieb Leo Hindery               | Porsche 3.6L Flat-6       | Y      | 332    |
| 11   | GT2    | 90  | Petersen Motorsports White Lightning Racing       | Jörg Bergmeister Patrick Long Timo Bernhard           | Porsche 911 GT3-RSR       | M      | 331    |
| 11   | GT2    | 90  | Petersen Motorsports White Lightning Racing       | Jörg Bergmeister Patrick Long Timo Bernhard           | Porsche 3.6L Flat-6       | M      | 331    |
| 12   | GT1    | 50  | Larbre Compétition                                | Patrice Goueslard Olivier Dupard Vincent Vosse        | Ferrari 550-GTS Maranello | M      | 324    |
| 12   | GT1    | 50  | Larbre Compétition                                | Patrice Goueslard Olivier Dupard Vincent Vosse        | Ferrari F133 5.9L V12     | M      | 324    |
| 13   | GT2    | 80  | Flying Lizard Motorsports                         | Johannes van Overbeek Lonnie Pechnik Seth Neiman      | Porsche 911 GT3-RSR       | M      | 323    |
| 13   | GT2    | 80  | Flying Lizard Motorsports                         | Johannes van Overbeek Lonnie Pechnik Seth Neiman      | Porsche 3.6L Flat-6       | M      | 323    |
| 14   | LMP1   | 7   | Creation Autosportif Ltd.                         | Nicolas Minassian Jamie Campbell-Walter Andy Wallace  | DBA 03S                   | M      | 322    |
| 14   | LMP1   | 7   | Creation Autosportif Ltd.                         | Nicolas Minassian Jamie Campbell-Walter Andy Wallace  | Judd GV4 4.0L V10         | M      | 322    |
| 15   | GT2    | 76  | IMSA Performance                                  | Raymond Narac Sébastien Dumez Romain Dumas            | Porsche 911 GT3-RS        | M      | 322    |
| 15   | GT2    | 76  | IMSA Performance                                  | Raymond Narac Sébastien Dumez Romain Dumas            | Porsche 3.6L Flat-6       | M      | 322    |
| 16   | LMP1   | 18  | Rollcentre Racing                                 | Martin Short João Barbosa Vanina Ickx                 | Dallara SP1               | M      | 318    |
| 16   | LMP1   | 18  | Rollcentre Racing                                 | Martin Short João Barbosa Vanina Ickx                 | Judd GV4 4.0L V10         | M      | 318    |
| 17   | GT1    | 61  | Cirtek Motorsport Russian Age Racing Convers Team | Nikolai Fomenko Aleksej Vasiljev Christophe Bouchut   | Ferrari 550-GTS Maranello | M      | 315    |
| 17   | GT1    | 61  | Cirtek Motorsport Russian Age Racing Convers Team | Nikolai Fomenko Aleksej Vasiljev Christophe Bouchut   | Ferrari F133 5.9L V12     | M      | 315    |
| 18   | GT2    | 72  | Luc Alphand Aventures                             | Luc Alphand Jérôme Policand Christopher Campbell      | Porsche 911 GT3-RS        | M      | 311    |
| 18   | GT2    | 72  | Luc Alphand Aventures                             | Luc Alphand Jérôme Policand Christopher Campbell      | Porsche 3.6L Flat-6       | M      | 311    |
| 19   | GT2    | 89  | Sebah Automotive Ltd.                             | Lars-Erik Nielsen Thorkild Thyrring Pierre Ehret      | Porsche 911 GT3-RSR       | D      | 307    |
| 19   | GT2    | 89  | Sebah Automotive Ltd.                             | Lars-Erik Nielsen Thorkild Thyrring Pierre Ehret      | Porsche 3.6L Flat-6       | D      | 307    |
| 20   | LMP2   | 25  | Ray Mallock Ltd. (RML)                            | Thomas Erdos Mike Newton Warren Hughes                | MG-Lola EX264             | M      | 305    |
| 20   | LMP2   | 25  | Ray Mallock Ltd. (RML)                            | Thomas Erdos Mike Newton Warren Hughes                | Judd XV675 3.4L V8        | M      | 305    |
| 21   | LMP2   | 36  | Paul Belmondo Racing                              | Karim Ojjeh Claude-Yves Gosselin Adam Sharpe          | Courage C65               | M      | 300    |
| 21   | LMP2   | 36  | Paul Belmondo Racing                              | Karim Ojjeh Claude-Yves Gosselin Adam Sharpe          | Ford (AER) 2.0L Turbo I4  | M      | 300    |
| 22   | LMP2   | 37  | Paul Belmondo Racing                              | Didier André Paul Belmondo Rick Sutherland            | Courage C65               | M      | 294    |
| 22   | LMP2   | 37  | Paul Belmondo Racing                              | Didier André Paul Belmondo Rick Sutherland            | Ford (AER) 2.0L Turbo I4  | M      | 294    |
| 23   | GT2    | 83  | Seikel Motorsport                                 | Philip Collin David Shep Horst Felbermayr sr.         | Porsche 911 GT3-RSR       | Y      | 274    |
| 23   | GT2    | 83  | Seikel Motorsport                                 | Philip Collin David Shep Horst Felbermayr sr.         | Porsche 3.6L Flat-6       | Y      | 274    |
| 24   | LMP2   | 30  | Kruse Motorsport                                  | Tim Mullen Ian Mitchell Phil Bennett                  | Courage C65               | P      | 268    |
| 24   | LMP2   | 30  | Kruse Motorsport                                  | Tim Mullen Ian Mitchell Phil Bennett                  | Judd XV675 3.4L V8        | P      | 268    |
| NC   | LMP1   | 9   | Team Jota Zytek Engineering Ltd.                  | Sam Hignett John Stack Haruki Kurosawa                | Zytek 04S                 | D      | 325    |
| NC   | LMP1   | 9   | Team Jota Zytek Engineering Ltd.                  | Sam Hignett John Stack Haruki Kurosawa                | Zytek ZG348 3.4L V8       | D      | 325    |
| NC   | GT2    | 95  | Racesport Peninsula TVR                           | John Hartshorne Richard Stanton Piers Johnson         | TVR Tuscan T400R          | D      | 256    |
| NC   | GT2    | 95  | Racesport Peninsula TVR                           | John Hartshorne Richard Stanton Piers Johnson         | TVR Speed Six 4.0L I6     | D      | 256    |
| NC   | LMP2   | 24  | Rachel Welter                                     | Yojiro Terada Patrice Roussel William Binnie          | WR LMP04                  | P      | 233    |
| NC   | LMP2   | 24  | Rachel Welter                                     | Yojiro Terada Patrice Roussel William Binnie          | Peugeot 2.0L Turbo I4     | P      | 233    |
| DNF  | GT1    | 58  | Aston Martin Racing                               | Peter Kox Pedro Lamy Tomáš Enge                       | Aston Martin DBR9         | M      | 327    |
| DNF  | GT1    | 58  | Aston Martin Racing                               | Peter Kox Pedro Lamy Tomáš Enge                       | Aston Martin 6.0L V12     | M      | 327    |
| DNF  | LMP1   | 17  | Pescarolo Sport                                   | Soheil Ayari Éric Hélary Sébastien Loeb               | Pescarolo C60 Hybrid      | M      | 288    |
| DNF  | LMP1   | 17  | Pescarolo Sport                                   | Soheil Ayari Éric Hélary Sébastien Loeb               | Judd GV5 5.0L V10         | M      | 288    |
| DNF  | GT2    | 92  | Cirtek Motorsport Conversbank                     | Stefan Eriksson Joe Macari Rob Wilson                 | Ferrari 360 Modena GTC    | D      | 218    |
| DNF  | GT2    | 92  | Cirtek Motorsport Conversbank                     | Stefan Eriksson Joe Macari Rob Wilson                 | Ferrari F131 3.6L V8      | D      | 218    |
| DNF  | LMP1   | 5   | Jim Gainer International                          | Ryo Michigami Seiji Ara Katsutomo Kaneishi            | Dome S101Hb               | D      | 193    |
| DNF  | LMP1   | 5   | Jim Gainer International                          | Ryo Michigami Seiji Ara Katsutomo Kaneishi            | Mugen MF408S 4.0L V8      | D      | 193    |
| DNF  | GT2    | 78  | Panoz Motor Sports                                | Patrick Bourdais Bryan Sellers Marino Franchitti      | Panoz Esperante GT-LM     | P      | 185    |
| DNF  | GT2    | 78  | Panoz Motor Sports                                | Patrick Bourdais Bryan Sellers Marino Franchitti      | Ford (Élan) 5.0L V8       | P      | 185    |
| DNF  | LMP2   | 35  | G-Force Racing / Bokkenrijders                    | Val Hillebrand Frank Hahn Gavin Pickering             | Courage C65               | D      | 183    |
| DNF  | LMP2   | 35  | G-Force Racing / Bokkenrijders                    | Val Hillebrand Frank Hahn Gavin Pickering             | Judd XV675 3.4L V8        | D      | 183    |
| DNF  | GT2    | 91  | T2M Motorsport                                    | Yutaka Yamagishi Xavier Pompidou Jean-Luc Blanchemain | Porsche 911 GT3-RS        | D      | 183    |
| DNF  | GT2    | 91  | T2M Motorsport                                    | Yutaka Yamagishi Xavier Pompidou Jean-Luc Blanchemain | Porsche 3.6L Flat-6       | D      | 183    |
| DNF  | LMP1   | 8   | Rollcentre Racing                                 | Michael Krumm Bobby Verdon-Roe Harold Primat          | Dallara SP1               | M      | 133    |
| DNF  | LMP1   | 8   | Rollcentre Racing                                 | Michael Krumm Bobby Verdon-Roe Harold Primat          | Nissan 3.6L Turbo V8      | M      | 133    |
| DNF  | LMP2   | 32  | Intersport Racing                                 | Liz Halliday Sam Hancock Gregor Fisken                | Lola B05/40               | G      | 119    |
| DNF  | LMP2   | 32  | Intersport Racing                                 | Liz Halliday Sam Hancock Gregor Fisken                | AER P07 2.0L Turbo I4     | G      | 119    |
| DNF  | LMP2   | 34  | Miracle Motorsports                               | John Macaluso Ian James Andy Lally                    | Courage C65               | K      | 115    |
| DNF  | LMP2   | 34  | Miracle Motorsports                               | John Macaluso Ian James Andy Lally                    | AER P07 2.0L Turbo I4     | K      | 115    |
| DNF  | LMP2   | 31  | Noël del Bello Racing                             | Romain Iannetta Christophe Pillon Ni Amorim           | Courage C65               | M      | 99     |
| DNF  | LMP2   | 31  | Noël del Bello Racing                             | Romain Iannetta Christophe Pillon Ni Amorim           | CG-Mecachrome 3.4L V8     | M      | 99     |
| DNF  | GT1    | 69  | JMB Racing                                        | Jean-René de Fournoux Stéphane Daoudi Jim Matthews    | Ferrari 575-GTC           | P      | 84     |
| DNF  | GT1    | 69  | JMB Racing                                        | Jean-René de Fournoux Stéphane Daoudi Jim Matthews    | Ferrari F133 6.0L V12     | P      | 84     |
| DNF  | GT2    | 85  | Spyker Squadron b.v.                              | Tom Coronel Peter van Merksteijn sr. Donny Crevels    | Spyker C8 Spyder GT2-R    | D      | 76     |
| DNF  | GT2    | 85  | Spyker Squadron b.v.                              | Tom Coronel Peter van Merksteijn sr. Donny Crevels    | Audi 3.8L V8              | D      | 76     |
| DNF  | GT2    | 93  | Scuderia Ecosse                                   | Andrew Kirkaldy Nathan Kinch Anthony Reid             | Ferrari 360 Modena GTC    | P      | 70     |
| DNF  | GT2    | 93  | Scuderia Ecosse                                   | Andrew Kirkaldy Nathan Kinch Anthony Reid             | Ferrari F131 3.6L V8      | P      | 70     |
| DNF  | GT1    | 51  | BMS Scuderia Italia                               | Fabrizio Gollin Christian Pescatori Miguel Ramos      | Ferrari 550-GTS Maranello | P      | 67     |
| DNF  | GT1    | 51  | BMS Scuderia Italia                               | Fabrizio Gollin Christian Pescatori Miguel Ramos      | Ferrari F133 5.9L V12     | P      | 67     |
| DNF  | GT1    | 52  | BMS Scuderia Italia                               | Michele Bartyan Matteo Malucelli Toni Seiler          | Ferrari 550-GTS Maranello | P      | 60     |
| DNF  | GT1    | 52  | BMS Scuderia Italia                               | Michele Bartyan Matteo Malucelli Toni Seiler          | Ferrari F133 5.9L V12     | P      | 60     |
| DNF  | LMP2   | 23  | Gerard Welter                                     | Jean-Bernard Bouvet Robert Julien Sylvain Boulay      | WR LMP04                  | P      | 53     |
| DNF  | LMP2   | 23  | Gerard Welter                                     | Jean-Bernard Bouvet Robert Julien Sylvain Boulay      | Peugeot ES9J4S 3.4L V6    | P      | 53     |
| DNF  | LMP1   | 13  | Courage Compétition                               | Jonathan Cochet Shinji Nakano Bruce Jouanny           | Courage C60H              | Y      | 52     |
| DNF  | LMP1   | 13  | Courage Compétition                               | Jonathan Cochet Shinji Nakano Bruce Jouanny           | Judd GV4 4.0L V10         | Y      | 52     |
| DNF  | LMP2   | 20  | Pir Competition                                   | Pierre Bruneau Marc Rostan Philippe Haezebrouck       | Pilbeam MP93              | M      | 32     |
| DNF  | LMP2   | 20  | Pir Competition                                   | Pierre Bruneau Marc Rostan Philippe Haezebrouck       | JPX 3.4L V6               | M      | 32     |
| DNF  | LMP2   | 39  | Chamberlain-Synergy Motorsport                    | Bob Berridge Gareth Evans Peter Owen                  | Lola B05/40               | D      | 30     |
| DNF  | LMP2   | 39  | Chamberlain-Synergy Motorsport                    | Bob Berridge Gareth Evans Peter Owen                  | AER P07 2.0L Turbo I4     | D      | 30     |
| DNF  | LMP2   | 33  | Intersport Racing Cirtek Motorsport               | Juan Barazi Sergey Zlobin Bastien Brière              | Courage C65               | M      | 30     |
| DNF  | LMP2   | 33  | Intersport Racing Cirtek Motorsport               | Juan Barazi Sergey Zlobin Bastien Brière              | AER P07 2.0L Turbo I4     | M      | 30     |
| DNF  | GT2    | 77  | Panoz Motor Sports                                | Bill Auberlen Robin Liddell Scott Maxwell             | Panoz Esperante GT-LM     | P      | 27     |
| DNF  | GT2    | 77  | Panoz Motor Sports                                | Bill Auberlen Robin Liddell Scott Maxwell             | Ford (Élan) 5.0L V8       | P      | 27     |

1923 · 1924 · 1925 · 1926 · 1927 · 1928 · 1929 · 1930 · 1931 · 1932 · 1933 · 1934 · 1935 · 1936 · 1937 · 1938 · 1939 · 1940 - 1948 · 1949 · 1950 · 1951 · 1952 · 1953 · 1954 · 1955 (Ramp) · 1956 · 1957 · 1958 · 1959 · 1960 · 1961 · 1962 · 1963 · 1964 · 1965 · 1966 · 1967 · 1968 · 1969 · 1970 · 1971 · 1972 · 1973 · 1974 · 1975 · 1976 · 1977 · 1978 · 1979 · 1980 · 1981 · 1982 · 1983 · 1984 · 1985 · 1986 · 1987 · 1988 · 1989 · 1990 · 1991 · 1992 · 1993 · 1994 · 1995 · 1996 · 1997 · 1998 · 1999 · 2000 · 2001 · 2002 · 2003 · 2004 · 2005 · 2006 · 2007 · 2008 · 2009 · 2010 · 2011 · 2012 · 2013 · 2014 · 2015 · 2016 · 2017 · 2018 · 2019 · 2020 · 2021 · 2022 · 2023 · 2024